# Brassica desnottesii
Brassica desnottesii är en korsblommig växtart som beskrevs av Marie Louis Emberger och René Charles Maire. Brassica desnottesii ingår i släktet kålsläktet, och familjen korsblommiga växter. Inga underarter finns listade i Catalogue of Life.